# Cyrille Doyon
Pour les articles homonymes, voir Doyon (homonymie).
Cyrille Doyon, né le 28 octobre 1842 à Saint-Isidore et mort le 7 janvier 1918 à Montréal, est un agriculteur, marchand et homme politique fédéral, provincial et municipal du Québec.

## Biographie
Né à Saint-Isidore dans le Canada-Est, Cyrille Doyon étudie au Collège de Montréal. Il sert ensuite comme juge de paix et inspecteur de la Compagnie d'assurance des Fermiers et de la Compagnie d'assurance souveraine. Il entame sa carrière politique en devenant maire de la municipalité de Saint-Isidore, sur la Rive-Sud de Montréal, de 1874 à 1876. Il y implanta une fabrique de beurre en 1885.
Élu député libéral indépendant dans la circonscription fédérale de Laprairie en 1887, il est défait en 1891.
Élu député du Parti conservateur du Québec dans la circonscription provinciale de La Prairie en 1892, il fut défait en 1897.